# Kawki
El kawki, kauki, cachuy o cauque, és un dialecte divergent del jaqaru, una llengua de la família de llengües aimara. Només és parlat per alguns ancians del llogaret de Cachuy, província de Yauyos, a la Regió de Lima (Perú). L'any 2000 es calculava que existien només 11 parlants, per la qual cosa es troba en perill de extinció. Té una similitud lèxica del 79% amb l'aimara. La dialectalització a l'interior d'una petita àrea del districte de Tupe en confrontació amb àmplia superfície aimara del Perú, l'Argentina, Xile i Bolívia pot acarar-se amb el que succeís en el cas del quítxua en quítxua I i quítxua II. En 2005 es van reportar tan sols 9 parlants, tot i que segons el BDPI n'hi ha 132 parlants.

## Trets genèrics
Aquesta llengua aru es defineix tipològicament com d'ordre SOV, (subjecte - objecte - verb)
És una llengua aglutinant i exclusivament sufijadora, característiques generals que li són comunes amb les llengües quítxues.
L'avanç de quítxua i aru cap al sud-est andí ha estat la història multisecular de bilingüisme, durant el qual el aru anava deixant territoris i poblacions al quítxua, alhora que xopava estructuralment de manera ascendent.

## Últims parlants
El parlant fluid més jove és Valerio Luciani Ascencio, un docent de la localitat de Cachuy, qui va aprendre el kawki en la seva infància i l'espanyol en començar el col·legi. L'agost de 1979 l'editorial Atlas va publicar un llibre seu bilingüe titulat Valerio Luciani Asencio (31 años). El mateix va ser editat per la lingüista Martha James Hardman i va formar part d'un projecte de conservació de textos en llengües en perill d'extinció. El 2002va rebre el premi Language Legacies Grant de la fundació Endangered Language Fund. Amb motiu de la commemoració del Dia de l'idioma natiu, en 2015 la Unitat de Gestió Educativa Local N°. 13 de Yauyos va organitzar un cens dels docents bilingües per a conèixer el nivell de coneixement i domini que tenen del jacaru i cauqui. Valerio Luciani Ascencio va participar com a «membre avaluador».
A l'abril de 2017, el Ministeri de Comerç Exterior i Turisme del Perú va organitzar una presentació del cantant folklòric Francisco Ascencio de la Cruz, qui en aquest moment tenia 70 anys, en la qual va cantar cançons en kawki. Encara que per a això va haver de practicar-lo, ja que l'entén però no el parla.